# Segestria shtoppelae
Espèce
Segestria shtoppelae est une espèce d'araignées aranéomorphes de la famille des Segestriidae.

## Distribution
Cette espèce est endémique de l'oblys d'Almaty au Kazakhstan,. Elle se rencontre dans les Dzhungarian Alatau.

## Description
Le mâle holotype mesure 6,7 mm et la femelle paratype 9,8 mm.

## Étymologie
Cette espèce est nommée en l'honneur de Larisa Shtoppel’.

## Publication originale
- Fomichev & Marusik, 2020 : Notes on the spider genus Segestria Latreille, 1804 (Araneae: Segestriidae) in the East Palaearctic with description of three new species. Zootaxa, no 4758(2), p. 330-346.